# (562) Salome
(562) Salome és un asteroide pertanyent al cinturó d'asteroides descobert el 3 d'abril de 1905 per Maximilian Franz Wolf des de l'observatori de Heidelberg-Königstuhl, Alemanya.
Està nomenat en honor de Salomé (14-c.62), princesa idumea, filla de Herodes Antipes i Herodías.
Forma part de la família asteroidal d'Eos.